# Endotip
Un endotip és un subtipus d'una condició de salut, que es defineix per un mecanisme funcional o patobiològic diferent. Això és diferent d'un fenotip, que és qualsevol característica o tret observable d'una malaltia, com ara el desenvolupament, les propietats bioquímiques o fisiològiques sense cap implicació d'un mecanisme. Es preveu que els pacients amb un endotip específic es presentin dins de grups fenotípics de malalties.
Un exemple és l'asma, que es considera una síndrome, que consisteix en una sèrie d'endotips. Això està relacionat amb el concepte d'entitat malaltia.

## Entitat de la malaltia
El concepte principal en nosologia és l'entitat de la malaltia. Normalment hi ha dues maneres de definir una entitat de malaltia: criteris manifestacionals i criteris causals.
- Criteris de manifestació. Aquests són un conjunt de criteris basats en signes, símptomes i resultats de laboratori que defineixen una malaltia. Defineixen una malaltia pels seus símptomes i troballes mèdiques.
- Criteris causals. Es tracta d'una cadena causal d'esdeveniments que defineix la malaltia i descriu com es desenvolupa. Descriuen la malaltia per la seva etiologia.

Seguint Fred Gifford, aquests criteris porten a veure qualsevol entitat de malaltia en tres formes diferents:
- La malaltia com a símptomes : la malaltia es defineix pels símptomes i signes que produeix. De fet, es pot dir que la malaltia és la col·lecció d'ells. És la forma clàssica de definir una malaltia o una condició.
- La malaltia com a estat : la malaltia no es defineix per un conjunt de símptomes, sinó per l'estat subjacent del cos, inclosos els teixits patològics, les cèl·lules anormals i qualsevol altre descobriment mèdic general. Aquest tipus de definició permet als investigadors parlar de malalties silencioses, que no es poden considerar com a tals per la definició anterior. Els defensors d'aquest tipus d'entitats són per exemple Rudolph Virchow.
- La malaltia com a procés : al segle xx, ha aparegut un tercer concepte de malaltia, basat en els treballs de Caroline Whitbeck el 1977. Whitbeck va proposar que una malaltia es pot definir pel curs clínic d'un conjunt de pacients no tractats. També argumenta que les malalties són processos complexos dels quals tant les manifestacions fisiopatològiques clíniques com les subjacents són parts pròpies (a diferència dels efectes).

Seguint de nou F. Gifford, de fet cadascuna de les definicions anteriors pot incloure l'etiologia o pot ser etiològicament agnòstica. Altres autors simplement continuen amb la classificació de Whitbeck, deixant només tres tipus de definició (clínica, patològica i etiològica).
És important tenir en compte que una definició del món real és normalment un híbrid entre aquests tipus anteriors, i un endotip hauria d'utilitzar els tres descriptors, inclosa l'etiologia, per garantir l'especificitat.